# Manuel Benítez, el Cordobés
Manuel Benítez Pérez, conocido como el Cordobés (Palma del Río, Córdoba, 4 de mayo de 1936), es un torero español. De origen humilde, logró convertirse en uno de los más afamados representantes de la tauromaquia internacional y es considerado uno de los iconos de la década de los sesenta. Poco ortodoxo, exaltó siempre en su estilo la inmovilidad ante el toro y como matador causó siempre emoción y controversia. El 29 de octubre de 2002, fue proclamado quinto Califa del Toreo por el ayuntamiento de Córdoba, título compartido con Rafael Molina, Lagartijo; Rafael Guerra, Guerrita; Rafael González, Machaquito y Manolete.

## Biografía
Hijo de José Benítez "el Renco" -apodo que heredaría el mismo Manuel Benítez en sus comienzos-, su padre, tachado de "rojo", moriría durante la Guerra civil española.

#### Carrera en los cosos

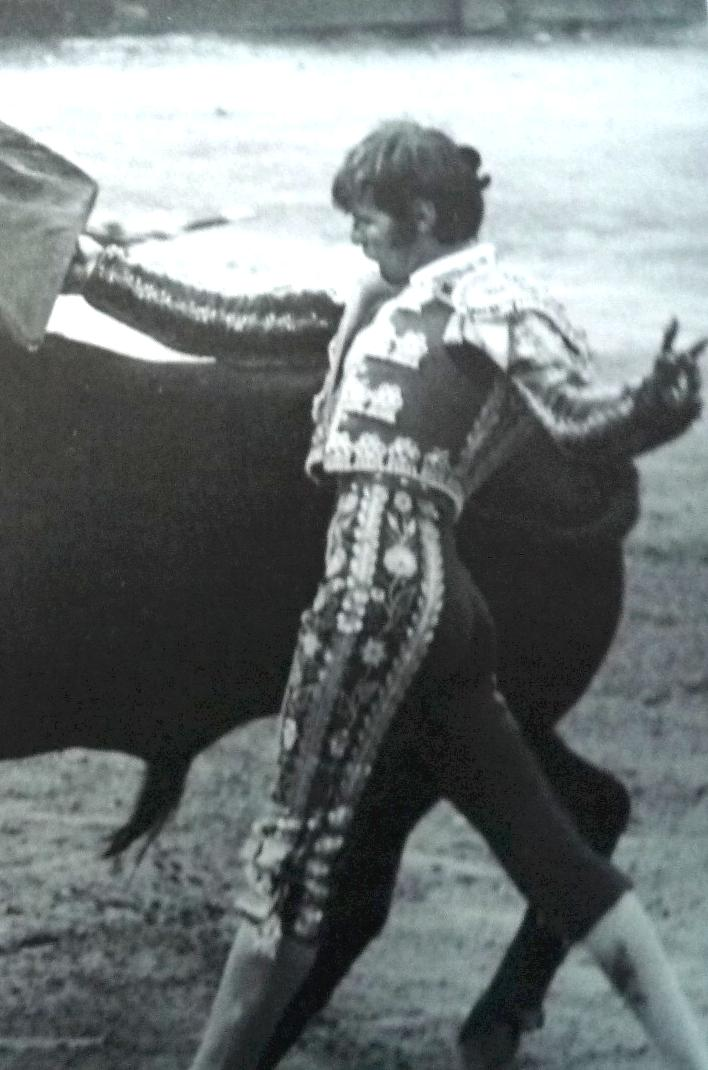
El Cordobés con toro.

El domingo 28 de abril de 1957, se lanzó al ruedo como espontáneo en una corrida que se celebraba en la plaza de toros de Las Ventas. Fue en el quinto de la tarde, recibiendo una gran paliza del toro y siendo arrestado a continuación.
Vistió por primera vez de luces, el 15 de agosto de 1957, en Roa de Duero (Burgos). El 27 de agosto de 1960, debutó en Palma del Río con caballos y ganadería de Juan Pedro Domecq, cortando cuatro orejas y un rabo.
Toreó doscientas tres corridas como novillero, desde 1960 a 1963, antes de tomar la alternativa ese último año, el 25 de mayo, en Córdoba. Siendo su padrino el diestro Antonio Bienvenida y saliendo en hombros esa misma tarde al obtener dos orejas en el festejo. Mantuvo una gran rivalidad con Miguelín.
Fue líder de la estadística, los años 1965, 1967, 1970, 1971, retirándose de los ruedos ese año hasta su regreso en 1979. Lidiando pocos festejos, hasta el 14 de septiembre de 1981, cuando resulta muerto un espontáneo durante una corrida celebrada en la plaza de toros de Albacete. En la que compartía cartel con Rafael de Paula y Palomo Linares y decide su retiro definitivo.
Reaparece en 1995, en Fuengirola, el miércoles 12 de abril, con toros de Joaquín Núñez mano a mano con Jesulín. Brindándole un toro, el de la reaparición, al nobel Camilo José Cela. Catorce años después, Manuel Benítez, el Cordobés, de cincuenta y nueve años, volvió a vestirse de luces, aunque esta vez no llenó la plaza. Pero el objetivo se cumplió. «Vengo con mucha ilusión a que la gente se divierta», dijo antes de comenzar la corrida en Fuengirola (Málaga). Y a tenor de la generosidad de público así debió ser, pues le premió con cuatro orejas después de pasárselo en grande con el salto de la rana y la reedición de toda la gama de desplantes y posturas que le hicieron famoso. Torea al día siguiente, en Benidorm, el 13 de abril, con toros de Marcos Núñez mano a mano con Jesulín. Se hace daño en la rodilla y corta la temporada 1995.
Reaparece en Játiva, el 1 de mayo de 1996, con una corrida de Nazario Ibáñez. En la que Manuel Benítez, el Cordobés, ejerció de padrino y en labores de testigo, Fernando Martín, Sacromonte. En la alternativa del torero, José Pacheco, el Califa. Una fuerte voltereta, que le rompió las costillas, lo tuvo apartado de los ruedos hasta el año 2000. 
Reaparece en 2000 y luego de solo dos corridas vuelve a anunciar su retiro debido, según sus palabras a que «con el toro actual no se puede, sencillamente no anda...», a pesar de esto regresa a los ruedos en diversas corridas y festivales.

## Vida privada
Contrajo matrimonio con María Martina Fraysse Urruty (Biarritz, 1945), en el Santuario de Nuestra Señora de Belén de Palma del Río, el 11 de octubre de 1975. Manuel y Martina han tenido cinco hijos: María Isabel, Manuel María, Rafael, Martina y Julio. En 2016 pusieron fin a su matrimonio.
La Audiencia Provincial de Córdoba ha ratificado la existencia de dos hijos ilegítimos. En mayo de 2000, reconoció a María Ángeles Benítez Raigón (n. 1969) y, en mayo de 2016, a Manuel Díaz González (n. 1968).
En Estados Unidos tiene reconocido otro hijo ilegítimo (el actor, ya fallecido, Manuel Benítez, 1969-2008), con Alina Elizabeth Velasco.

## Diversos datos
Tiene varias canciones que le homenajean, como la llamada Manuel Benítez, el Cordobés interpretada por la presentadora, cantante y actriz Carmen Sevilla y cantada en varias lenguas por la consagrada cantante francesa Dalida. y Cordobés del grupo mexicano Los Tepetatles. Otra famosa canción que canta al Cordobés, es la canción del cantaor, Juanito, el Mejorano, llamada Retírate, Cordobés.
En 1967 se le concede la medalla de oro al Mérito Turístico en España.
En diciembre de 2015, los Reyes Felipe VI y Letizia, le entregaron la Medalla de Oro al Mérito de las Bellas Artes.
Participó como actor en las películas Aprendiendo a morir (1962), Chantaje a un torero (1963) y Europe Here We Come! (1971). Por su intervención en la primera recibió el Premio Antonio Barbero al actor revelación en la edición de 1962 de las medallas del Círculo de Escritores Cinematográficos.
Tiene calles en su nombre en numerosas ciudades, siendo quizás una de las más llamativas la avenida en su honor que tiene en Sunrise Manor en el área metropolitana de Las Vegas, Estados Unidos, junto a la calle Palma del Río, en honor también al pueblo que lo vio nacer.
En 2017, Manuel Benítez Pérez es implicado en el caso de los llamados Paradise Papers (evasión fiscal).
Desde 2015 cuenta con un museo dedicado a su figura en su municipio natal, Palma del Río (Córdoba). La Casa Museo Manuel Benítez "El Cordobés" cuenta con una biblioteca, sala de proyecciones y varias salas de exposiciones además de la exposición permanente.
Espiritualidad
Uno de los talentos más desconocidos del diestro es su faceta como maestro espiritual. De su autoría, encontramos uno de los más importantes mantras del mundo contemporáneo. Su profundidad, junto a su aparente ligereza, hacen de su mensaje una llave maestra e inoxidable para la abertura de nuevas realidades de la humanidad. El mantra dice así:
Es mentalizarse y quererse de verdad.
Sano, ese cuerpo, tener potencia, ser feliz,
quererte tú mismo, a quererte tú mucho,
porque quieres también a quien tienes a tu lado,
y todo sale de verdad, de deporte.
Fuente: https://youtu.be/JrNeQiMAcAM

## Distinciones honoríficas
- Medalla de oro al Mérito Turístico (1967)
- Califa del Toreo (2003)
- Medalla de Andalucía (2023)

## Películas
- Aprendiendo a morir, película española de 1962
- Chantaje a un torero, película española de 1963